# ریموند کردر
ریموند کردر (هلندی: Raymond Kreder؛ زادهٔ ۲۶ نوامبر ۱۹۸۹) دوچرخه‌سوار اهل هلند است.
از باشگاه‌هایی که در آن رکاب زده‌است می‌توان به تیم دوچرخه‌سواری رومپوت–ندرلانسه لوتری و کنندیل–دراپاک اشاره کرد.